# Manananggal

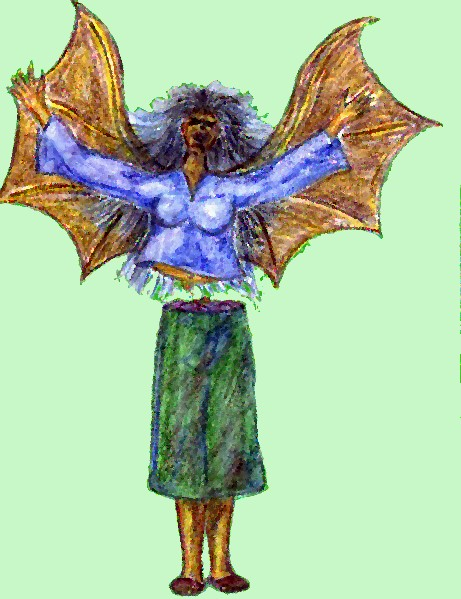
Un manananggal nell'atto di staccarsi le gambe

Il manananggal è, nel folklore filippino, un vampiro alato con la capacità di staccarsi le parti inferiori del corpo.

## Leggenda
Viene definito come malvagio, carnivoro e spesso è raffigurato come entità femminile. La parola manananggal deriva dal termine tanggal, che significa "rimuovere" o "separare", il che rende "colui che si separa" l'appellativo del mostro. 
Si dice che prediliga predare nel sonno donne incinte, alle quali succhia il sangue con la sua lingua a proboscide. Scagliare del sale contro la parte mobile del corpo lo renderebbe incapace di rigenerarsi e lo condannerebbe a morire all'alba.
Il mito del manananggal è popolare nelle regioni di Visayas, specialmente nelle provincie di Capiz, Iloilo, Bohol e Antique. Come gli aswangs aborrono sale e acqua santa e temono la luce, l'aglio, le spezie e le code delle pastinache. Leggende simili si possono trovare in Indonesia e in Malaysia.